# Richard den Drijver
Richard Edward den Drijver (Den Haag, 4 mei 1961) is een Nederlandse voormalige bestuursvoorzitter van beurshandelsbedrijf Van der Moolen, dat op 10 september 2009 failliet werd verklaard.

## Biografie
Den Drijver studeerde fiscaal recht aan de Universiteit van Amsterdam en is daarna actief geworden als handelaar op de optiebeurs van Amsterdam. Na een aantal jaar heeft hij in 1991 het optiehandelsbedrijf Curvalue opgericht. Dit bedrijf werd in mei 2005 overgenomen door het beursgenoteerde Van der Moolen. Den Drijver bedong bij de verkoop van zijn onderneming een bestuursfunctie bij Van der Moolen. In 2006 nam hij het roer over van bestuursvoorzitter Fred Böttcher. Met een belang van meer dan zes procent was Den Drijver de grootste aandeelhouder in Van der Moolen. Sinds zijn aantreden liepen de verliezen bij de onderneming verder op. Experimenten met een online brokerage Online Trader waren daar mede debet aan.

### Bestuur Van der Moolen
Sinds Den Drijver bestuursvoorzitter werd van Van der Moolen zijn er veel wijzigingen geweest in de samenstelling van het bestuur. In oktober 2006 werd Leo Pruis gedwongen op te stappen. In november 2007 stapte vervolgens operationeel directeur Casper Rondeltap op. Toen ook de CFO Michiel Wolfswinkel terugtrad was Den Drijver het enige bestuurslid van Van der Moolen.
In juli 2009 werd Den Drijver ten slotte gedwongen op de stappen nadat er weer een groot kwartaalverlies was geleden. Kort daarna bleek dat Van der Moolen onder zijn leiding in korte tijd over de rand van de afgrond was gebracht en vroeg het bedrijf op 10 augustus 2009 surseance van betaling aan.